# سعيدة نغزة
سعيدة نغزة، ولدت في قسنطينة، هي سيدة أعمال جزائرية ورئيسة الكونفدرالية العامة للمؤسسات الجزائرية لعدة سنوات.

## السيرة الذاتية

### الأصل والحياة الخاصة
أصلها من بيبان ورابعة أشقائها، ولدت في قسنطينة في الجزائر. تزوجت في سن 16 من مالك أراضي زيتون. في سن 24، أصبحت أرملة و هي الان متزوجة من إطار سامي في الجيش والذي ساعدها على النجاح عن طريق الاستحواذ على ممتلكات عامة و خكومية بدون حق  

### المسيرة المهنية
بدأت سعيدة نغزة في مجال تحميص وتسويق القهوة تحت العلامة التجارية "موني" في حي يُسمى "لا بوانت" في عام 1992. بعد نجاحها في تحميص القهوة، أسست سعيدة نغزا شركة "إيريب". ثم استثمرت في أعمال الأشغال العامة والمياه قبل أن تؤسس شركة "سورالكوف" في عام 2004. وفي عام 2008، توسعت "سورالكوف" من خلال الاستحواذ على المناجم وأصبحت مجموعة تضم عدة فروع.
تولت سعيدة نغزا عدة مناصب، حيث أنها رئيسة بيزنس ميد، ورئيسة الاتحاد العام للمؤسسات الجزائرية حتى 25 نوفمبر 2024، حيث اُستبدلت بناصر بركاني.

### إلغاء الترشح للانتخابات الرئاسية لعام 2024
كانت سعيدة نغزا مرشحة في الانتخابات الرئاسية الجزائرية لعام 2024، لكنها لم تحصل على عدد التزكيات اللازمة لتأكيد ترشحها. في 1 أغسطس 2024، أعلن النائب العام لمحكمة الجزائر عن فتح تحقيق تمهيدي معمق بشأن بيع التزكيات من قبل أكثر من 50 منتخبا لمرشحين في الانتخابات الرئاسية المقررة في 7 سبتمبر. وضع ثلاثة مرشحين مرفوضين: بلقاسم سهلي، سعيدة نغزا، وعبد الحكيم حمادي تحت الرقابة القضائية.